# Кусан Сыним
Кусан Сурьён Сыним (кор. 구산수련?, 九山垂蓮?) (1908—1983) — корейский мастер дзэн, один из наиболее известных представителей сон-буддизма.

## Биография
Родился в 1908 году в городе Намвон в провинции Чолла-Пукто Южной Кореи. В юности Кусан Сыним обучался в местной Конфуцианской академии, а после получения образования следующие 14 лет был парикмахером. В 26 лет он тяжело заболел болезнью, не поддававшейся лечению. Он отправился в горы и начал там стодневный ретрит, который заключался в пении мантры Авалокитешвары «Ом мани падме хум». После данного ретрита, по его словам, он стал полностью здоров. Через три года он пришёл в монастырь Сонгван Са и получил там наставления в практике от Хёбон Сынима (1888—1966). Вместо изучения буддийских текстов он уделил значительное внимание практике концентрации на хваду и коану Му.
В период 50-х годов Кусан Сыним получил ряд должностей в ордене Чоге, но в 1957 году отошёл от управления орденом для углубления практики. После долгой аскетической практики в 1960 году он достиг просветления, а позднее вернулся в Чоге, где как руководитель общины получил титул Панчжан-сынима. Кусан активно участвовал в восстановлении корейской традиции практики. Также Кусан посещал буддийские центры и университеты США и Европы, где давал лекции о своём учении. Кусан Сыним умер в позе медитации 16 декабря 1983 года. Последними его словами стали следующие слова:
Сансара и нирвана — изначально не два:
Когда солнце восходит в небе,
Оно освещает три тысячи миров.